# إرنست روث
إرنست روث (بالألمانية: Ernst Roth)‏ هو ناشر نمساوي، ولد في 1896 في براغ في التشيك، وتوفي في 17 يوليو 1971 في المملكة المتحدة.